# NGC 1024
NGC 1024 je galaksija u zviježđu Ovan.

## Vanjske poveznice
- SEDS: NGC 1024